# Génova (ort i Colombia, Cauca)
Génova är en ort i Colombia.   Den ligger i departementet Cauca, i den sydvästra delen av landet, 500 km sydväst om huvudstaden Bogotá. Génova ligger 1 901 meter över havet och antalet invånare är 1 348.
Terrängen runt Génova är kuperad söderut, men norrut är den bergig. Runt Génova är det ganska tätbefolkat, med 70 invånare per kvadratkilometer. Närmaste större samhälle är San Pablo, 3,5 km norr om Génova. Trakten runt Génova består i huvudsak av gräsmarker.